# Tennistoernooi van Tokio 2017
|                                                       |  |                                                       |
| Zarina Diyas, winnares van het International-toernooi |  | Caroline Wozniacki, winnares van het Premier-toernooi |

Het tennistoernooi van Tokio van 2017 werd tussen 11 september en 8 oktober 2017 gespeeld op de hardcourtbanen van het Ariake Tennis Forest Park (met overdekt center court genaamd Ariake Colosseum) in de Japanse hoofdstad Tokio.
Het toernooi bestond uit drie delen:
- WTA-toernooi van Japan 2017, het "International"-toernooi voor de vrouwen (11–17 september), met officiële naam Japan Women's Open
- WTA-toernooi van Tokio 2017, het "Premier"-toernooi voor de vrouwen (18–24 september), met officiële naam Toray Pan Pacific Open
- ATP-toernooi van Tokio 2017, het toernooi voor de mannen (2–8 oktober), met officiële naam Rakuten Japan Open

Ook dit jaar sloot het mannentoernooi niet meteen aan op de vrouwentoernooien.

ATP-toernooi van Tokio‎ – WTA-toernooi van Tokio

2000 · 
2001 · 
2002 · 
2003 · 
2004 · 
2005 · 
2006 · 
2007 · 
2008 · 
2009 · 
2010 · 
2011 · 
2012 · 
2013 · 
2014 · 
2015 · 
2016 · 
2017